# Катастрофа Ан-124 в Іркутську
Катастрофа Ан-124 в Іркутську — велика авіаційна катастрофа, що сталася у суботу 6 грудня 1997 року. Транспортний літак Ан-124-100 566-го військово-транспортного авіаполку ВПС Росії виконував рейс за маршрутом Москва — Іркутськ — Владивосток — Камрань, але під час вильоту з Іркутська у нього відмовили 3 з 4 двигунів. Піднявшись на висоту 66 метрів, літак втратив керування і впав на житлові будинки мікрорайону авіабудівників і повністю зруйнувався. У катастрофі загинули 72 особи — усі 23 особи в літаку (14 пасажирів та 9 членів екіпажу) та 49 на землі.
У 1999 році на місці одного зі зруйнованих будинків на згадку про загиблих було збудовано Церкву Різдва Христового.
У селищі Сєща на алеї героїв стоять меморіальні дошки з іменами, прізвищами та біографіями загиблого екіпажу.

## Літак
Ан-124-100 (реєстраційний номер RA-82005, заводський 4516003, серійний 01-07) був випущений в 1985 році (перший політ здійснив 30 жовтня) і спочатку під б/г СРСР-82005 експлуатувався авіакомпанією «Аерофлот». 14 лютого 1988 року було передано ВПС СРСР (566-й військово-транспортний авіаційний полк, місце базування — аеродром Сєща), у яких отримав б/г 08; з 1992 року — у складі ВПС Росії, бортовий номер змінився на RA-82005, б/г у ВПС залишився той же — 08. Оснащений чотирма двоконтурними тривальними турбореактивними двигунами Д-18Т виробництва Запорізького машинобудівного КБ «Прогрес». На день катастрофи здійснив 576 циклів «зліт-посадка» і налітав 1034 години.

## Екіпаж
Склад екіпажу борту RA-82005 (08) був таким:
- Командир екіпажу (КВС) — підполковник Володимир Архипович Федоров.
- Помічник командира екіпажу — майор Михайло Юрійович Брюханов.
- КВС-інструктор — підполковник Володимир Володимирович Іванов.
- Штурман — майор Олександр Іванович Батяєв.
- Штурман — майор Анатолій Анатолійович Прістенський.
- Бортінженер — майор Іван Степанович Безсонов.
- Бортінженер — майор Віталій Петрович Олефір.
- Бортінженер — майор Іван Іванович Артюхін.
- Бортрадист — старший прапорщик Андрій Олексійович Ворошилов.

## Хронологія подій
6 грудня 1997 року Ан-124-100 борт RA-82005 (08) перевозив до В'єтнаму два винищувачі Су-27УБК загальною масою 40 тонн, зібраних Іркутським авіаційним заводом. Окрім екіпажу з 9 осіб, на борту літака було ще 14 пасажирів.
Метеоумови при зльоті були сприятливими — штиль, температура повітря — -20 ° C, видимість 3000 метрів. З моменту зльоту до падіння минуло 35 секунд.
О 14:42 IKT літак вилетів з Іркутська. Але через 3 секунди після відриву від злітно-посадкової смуги на висоті 5 метрів в умовах зростання кутової швидкості по тангажу стався помпаж двигуна № 3 (правий крайній), внаслідок якого той відключився. Через 6 секунд на висоті 22 метри сталася зупинка двигуна № 2 (лівий крайній) з ознаками штатного вимкнення. Ще через 2 секунди під впливом ковзання і великого кута атаки (який не перевищує максимально допустимий) на висоті 66 метрів стався помпаж двигуна № 1 (лівий внутрішній), після чого літак перейшов на зниження.

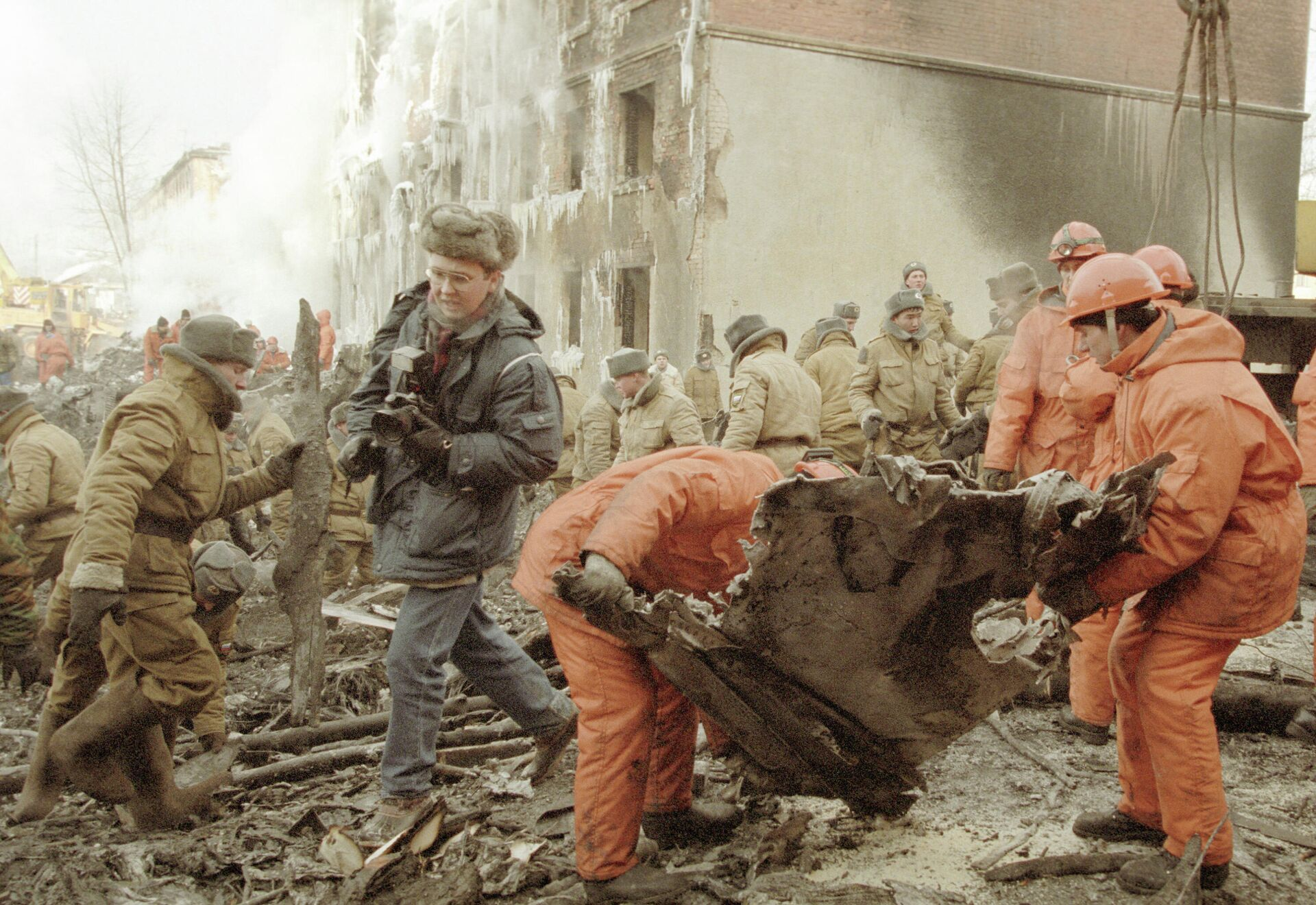
Рятувальники та фотокореспондент газети «Известия» Костянтин Завражин на місці зруйнованого житлового будинку № 45 на вулиці Громадянській

Спроба утримати літак на одному працюючому двигуні не мала успіху, і борт RA-82005 (08) з лівим креном і малою поступальною швидкістю впав на будинок № 45 по вулиці Громадянській. Хвостова частина літака суттєво зачепила будинок № 120 по вулиці Миру (вертикальний хвостовий стабілізатор сперся на його стіну), а решта уламків зачепила будинок дитячого будинку.
У катастрофі загинули всі 23 особи (9 членів екіпажу і 14 пасажирів), що знаходилися на борту літака, а також 49 осіб на землі; у тому числі 14 дітей.
Внаслідок руйнування житлового будинку № 45 понад 70 сімей залишилися без житла. На тяжкість катастрофи чималою мірою вплинули десятки тонн авіаційного палива, що витік і миттєво спалахнув.

## Розслідування
Для розслідування причин катастрофи борту RA-82005 (08) було створено спеціальну комісію.
Запис переговорів екіпажу не зберігся — обидва бортові самописці опинилися в центрі пожежі й були сильно пошкоджені.
11 лютого 1998 року було оголошено результати розслідування причин катастрофи урядовою комісією, яка встановила, що літак упав через конструктивні недоліки двигунів Д-18Т, випущених українським підприємством «<Мотор Січ»: двигуни № 1 та № 3 відключилися на ВПП, коли літак ще не злетів. Вже у повітрі спрацював електроклапан зупинки двигуна № 2. Відразу після катастрофи експерти припустили, що відмова відбулася через змішування так званого літнього та зимового авіапалива, яке з вини наземних служб могло бути залите в баки борту RA-82005 (08). Проте члени комісії встановили, що двигуни вийшли з ладу через конструктивні недоробки (це принаймні можна сказати про двигуни № 1 та № 3). Чому спрацював електроклапан зупинки двигуна № 2 встановити не вдалося: після падіння літака від нього практично нічого не залишилося. Комісія дійшла висновку про необхідність заміни двигунів Д-18 першої серії на двигуни третьої серії на всіх 20 літаках Ан-124, що експлуатувалися на той момент у Росії, на що, за попередніми підрахунками, потрібно близько $ 200 000 000.
3 березня 1998 року голова уряду РФ Віктор Черномирдін не погодився з висновками комісії й вважав за доцільне залучити до додаткового розслідування причин катастрофи цивільних фахівців. Українські двигунобудівники також не погодилися з результатами розслідування російської військової комісії й заявили, що вважають однією з причин трагедії скупчення значної кількості крижаної крихти в паливній системі літака.
У 2014 році колишній начальник служби безпеки польотів ВПС РФ (з 1993 по 2002 роки), член комісії з розслідування авіапригод з повітряними суднами, генерал-майор авіації Борис Туманов в інтерв'ю повідомив, що причиною катастрофи стала відмова трьох двигунів внаслідок помпажу, викликаного їх конструктивним дефектом — низькою газодинамічною стійкістю. Туманов уточнив, що двигун № 1 відмовив через 6 секунд після зльоту, двигун № 2 ще за 6 секунд, через 2 секунди — двигун № 3.
Туманов повністю поклав провину на виробника двигуна, заявивши, що представників України було запрошено до Москви на нараду, де їм було подано докази, а також статистика: з 1987 по 1997 роки відбулися 60 відмов двигуна Д-18Т — 23 на розбігу по ВПП (7 з них після відриву від ВПП), 15 у польоті, 4 при посадці, 3 при випробуваннях та стендових випробуваннях та 42 через малий запас газодинамічної стійкості. Доводи української сторони про те, що двигуни зупинилися через заправку неякісним авіапаливом із домішкою води, були спростовані комісією МАК. Туманов готував листування президента Росії Бориса Єльцина з президентом України Леонідом Кучмою і стверджує, що Єльцин отримав листа від Кучми, в якому той наполягав на невинності запорізького заводу, і що через політичні причини покарання за катастрофу ніхто не поніс.

## Версії
У 2009 році Генеральний конструктор українського ЗМКБ «Прогрес» (який є розробником авіадвигунів для Ан-124) Федір Муравченко виступив зі своєю власною версією причин катастрофи. На основі проведених на підприємстві досліджень і дослідів і власних теоретичних викладок він дійшов висновку, що до катастрофічної ситуації привело підвищений (що перевищує нормативний) вміст води в авіаційному паливі (гасі) і як наслідок — льодоутворення та забивання паливних фільтрів, що викликало помпаж двигунів.
У 2011 році льотчик-випробувач Олександр Акіменков заявив, що причиною катастрофи борту RA-82005 (08) в Іркутську міг стати дзвінок одного з пасажирів китайським радіотелефоном, який вплинув на роботу електроніки.
У 2018 році академік РАН Євген Каблов повідомив, що Всеросійський науково-дослідний інститут авіаційних матеріалів (ВІАМ), генеральним директором якого він був, займався вивченням грибів, які можуть жити та розмножуватися в авіаційному гасі. На думку академіка, такі гриби могли стати причиною катастрофи: «У міру розвитку вони викидають продукти життєдіяльності у вигляді драглистої маси. Якщо все це потрапляє в паливну систему, забивається насос регулятора і двигун у польоті може зупинитися. Пам'ятаєте катастрофу Ан-124 в Іркутську? Він упав на зльоті, маючи чотири двигуни. Там саме з цим було пов'язано… Літали вони кудись, там, мабуть, не перевірили, в результаті розплатилися людським життям. А все могли б вирішити спеціальні добавки до палива, які знищують такі мікроорганізми. Це потрібно розуміти та дотримуватись неухильно визначених вимог, певної послідовності дій — особливо при польотах у Південно-Східну Азію та Латинську Америку.».

## Нагороди
Указом Президента Росії від 28 серпня 2003 року «за мужність, відвагу і самовідданість при виконанні військового обов'язку в умовах екстремальної ситуації» були нагороджені посмертно Орденом Мужності:
- підполковник Федоров Володимир Архипович,
- підполковник Іванов Володимир Володимирович,
- майор Прістенський Анатолій Анатолійович,
- майор Батяєв Олександр Іванович,
- майор Брюханов Михайло Юрійович,
- майор Олефір Віталій Петрович,
- майор Безсонов Іван Степанович,
- майор Мох Микола Петрович,
- майор Артюхін Іван Іванович,
- майор Савостьяник Борис Іванович,
- старший прапорщик Ворошилов Андрій Олексійович,
- майор Бурнос Олег Миколайович,
- майор Іванов Олег Юрійович,
- полковник Поліщук Олександр Анатолійович,
- полковник Сігарєв Іван Дмитрович.